# Sideritis tunetana
Sideritis tunetana là một loài thực vật có hoa trong họ Hoa môi. Loài này được (Murb.) Obón & D.Rivera miêu tả khoa học đầu tiên năm 1994.